# Forderungs-Praktiker
Die Zeitschrift Forderungs-Praktiker (eigene Schreibung mit Binnenmajuskel: ForderungsPraktiker) ist eine Fachzeitschrift für Unternehmen wie Banken, Sparkassen, Inkassobüros und Rechtsanwaltskanzleien.
Der Forderungs-Praktiker erscheint alle zwei Monate. Er informiert in 48 Seiten seine Leser zu Risikoeinschätzung, Sanierung, Sicherheitenverwertung, Betreibung von Forderungen sowie Themen rund um die Insolvenz. Dabei werden gleichermaßen rechtliche Fragestellungen als auch Risiko- und Prozessüberlegungen fokussiert.
Die Schwerpunkte sind die zielgenaue Risikoanalyse, frühzeitige Sanierung sowie eine erfolgreiche Abwicklung der Insolvenzverfahren.